# 수이탕

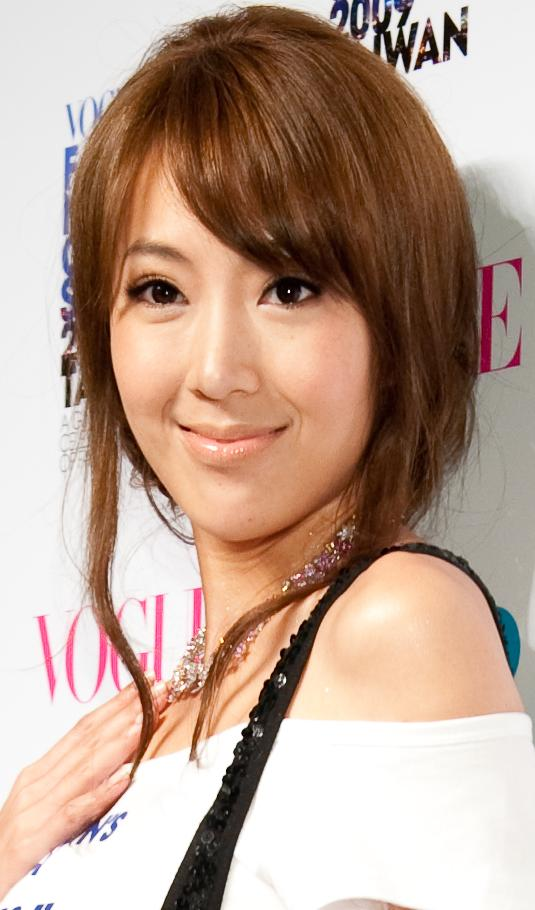

수이탕(Sonia Sui, 1981년 10월 22일 ~ )은 중화민국의 모델, 배우, 텔레비전 배우, 영화 배우이다. 중싱 신촌에서 태어났다.

## 방송
- 징혼계사
- 애적생존지도
- 서리인처
- 투심대성 P.S. 남
- 나일년적행복시광

## 영화
- 세탁소 기담 (2015년)
- 살교여인최호명 (2014년)
- 다다오청 (2014년)
- 징혼계사 (2014년)
- 애적생존지도 (2013년)
- 17세의 꿈 (2012년)
- 서리인처최종회: 행복남·불난 (2012년)
- 작일적기억 (2012년)
- 힐링 (2011년) - 아이리스 역
- 명운화장사 (2011년)